# 雷德胡克 (紐約州村)
雷德胡克（英語：Red Hook）是位於美國紐約州達奇斯縣的村。

## 人口
根據2020年美國人口普查的數據，雷德胡克的面積為2.77平方千米，當中陸地面積為2.73平方千米，而水域面積為0.03平方千米。當地共有人口1975人，而人口密度為每平方千米713人。